# Fernando Calatayud Cáceres
Fernando Calatayud Cáceres (Ciudad Real, 1927 - Madrid, 1990), escritor español.

## Biografía
Hijo del profesor de matemáticas Fernando Calatayud San Juan. En su juventud fue un activo colaborador literario en periódicos de Ciudad Real y en las revistas literarias Arcaduz, El Pájaro de Paja y Deucalión. Amigo de Ángel Crespo, rehusó formar parte del Postismo. Estudió Derecho y fue secretario del juzgado del Ayuntamiento de Moguer, donde trabajó en la correspondencia y en el legado de Juan Ramón Jiménez. Esta etapa supuso para el autor una gran apertura a lo social. En 1955 quedó finalista del premio Nadal con su novela Historia de un reincidente, que no pudo publicarse a causa de la prohibición de la censura. Por estos años redactó en Sanlúcar de Barrameda otra novela, El pozo, que se publicó mucho más tarde, en 1995. En 1980 se trasladó a Madrid, donde fue Magistrado del Tribunal Supremo.

## Fuente
- Francisco Gómez Porro, La tierra iluminada. Un diccionario literario de Castilla-La Mancha. Toledo: Junta de Comunidades de Castilla-La Mancha, 2001.

- Datos: Q5859311